# Ken Martin
 Ken Martin, né le 17 juillet 1973, est un homme politique américain originaire du Minnesota. Depuis le 1er février 2025, il est le président du Comité national démocrate. Auparavant, il était président du Parti démocrate-paysan-ouvrier du Minnesota.

## Jeunesse et éducation
Martin est né à Minneapolis, dans le Minnesota, le 17 juillet 1973. Il a fréquenté l'Eden Prairie High School et a obtenu son diplôme de l'université du Kansas en 1996.

## Carrière
Après la défaite de Kamala Harris face à Donald Trump lors de l'élection présidentielle de 2024, Ken Martin annonce son intention de se présenter à la présidence du Comité national démocrate. Il est élu le 1er février 2025, recueillant 246,5 voix sur 428 exprimées au premier tour. Il remplace Jaime Harrison.

## Vie personnelle
Ken Martin vit à Eagan, dans le Minnesota, avec sa femme, Jennifer O'Rourke, et ses deux fils.